# Гладстон (аэропорт)
Аэропорт Гладстона (англ. Gladstone Airport), (ИАТА: GLT, ИКАО: YGLA) — региональный аэропорт, расположенный в пригороде Гладстона на расстоянии около шести километров (в восьми минутах езды) от центра города.
Основным авиаперевозчиком, работающим в Аэропорту Гладстона на регулярных маршрутах является авиакомпания QantasLink — дочерняя компания национального авиаперевозчика Австралии Qantas. Больше половины совершаемых беспосадочных рейсов выполняются в Международный аэропорт Брисбена.
В марте 2008 года авиакомпания QantasLink обеспечивала работу около 38 регулярных рейсов в неделю между Гладстоном и Брисбеном (около 76 операций взлётов/посадок в неделю) на самолётах De Havilland Canada Dash 8 с пассажировместимостью от 50 до 72 человек на каждом из них. Кроме этого, небольшое количество беспосадочных рейсов было открыто с северными аэропортами Рокгемптон, Маккай, Таунсвилл и Кэрнс, а также с аэропортом южного направления Бандаберг.
Согласно требованиям законодательного акта по реформе местного самоуправления 15 марта 2007 года была ликвидирована управляющая компания «Gladstone-Calliope Aerodrome Board» и Аэропорт Гладстона перешёл в собственность и в настоящее время управляется Региональным Советом Гладстона.

## Статистика
Данные из запроса в Викиданные.

## Virgin Blue
В 2007 году авиакомпания Virgin Blue провела масштабную оценку 21 регионального аэропорта Австралии на предмет возможности открытия прямых сообщений между городами континента. Решение авиаперевозчика об открытии рейсов из Аэропорта Гладстона будет объявлено в установленном порядке, в случае же положительного решения полёты будут выполняться на реактивных самолётах производства Embraer.